# Комісар НБА
Комісар НБА — виконавчий директор Національної баскетбольної асоціації (НБА). Поточний комісар — Адам Сільвер, який змінив Девіда Стерна 1 лютого 2014 року. Комісар НБА має велике портфоліо для управління, та численні обов’язки.

## Список комісарів НБА
- 1. Моріс Подолофф, на посаді 1946—1963
- 2. Волтер Кеннеді, на посаді 1963—1975
- 3. Ларрі О'Браєн, на посаді 1975—1984
- 4. Девід Стерн, на посаді 1984—2014
- 5. Адам Сільвер, на посаді 2014—т. ч.